# منصور بن علوان الصيداوي
أبو الفتح منصور بن علوان بن وَهبان السُّلمي الصيدواي (1099 - 26 يونيو 1165) شاعر شامي من أهل القرن الثاني عشر الميلادي. ولد في صيدا ونشأ بها. «وكان كثير التبذل، يحضر مقام المصارعين، ويجلس في حلق الطرقيين». له قصائد متفرقة وردت في بعض مصادر سيرته. كان شافعيًا وعاش فقيرًا. توفي بدمشق.

## سيرته
هو منصور بن علوان بن وَهبان، أبو الفتح السُّلَمي الصيداوي. أصله من البصرة. ولد بصيدا سنة 492 هـ/ 1099، وكان يؤدب بها في طرف مسجد سوق الأحد. 
هو من الشعرا الذين التقى بهم ابن عساكر وانفرد بذكره. قال عنه « منصو بن علوان بن وهبان أبو الفتح السلمي الصيداوي المؤدب أصله من البصرة سكن دمشق وكان يؤدب بها في طرف مسجد سوق الأحد وكان أديبا حاسبا وله شعر حسن وكان كثير التبذل مديما لحضور مقام المصارعين والجلوس في حلق الطرقيين حدثني أبو الوحش الصيداوي الشاعر أنه ولد بصيدا سنة اثنتين وتسعين وأربعمائة وأنه كان مذهبه مذهب أهل السنة منتحلا لمذهب الشافعي» وأورده له أبياتًا من شعره يصف فيه حال الناس ونظرتهم إلى‌ الفقير وتصيرهم في الكرامة وهو يشكو من العيش وجفاء الدنيا :
وله في المعاتبة:
وله أيضًا:
توفي أبو الفتح ليلة 15 شعبان 560/ 26 يونيو 1165 بدمشق. 